# هری اسمیت (بازیکن فوتبال، زاده ۱۹۰۴)
هری اسمیت (انگلیسی: Harry Smith؛ زادهٔ ۱۰ مارس ۱۹۰۴) بازیکن فوتبال اهل بریتانیا است.